# Bayada
Bayada (en arabe : البياضة, en hébreu : בַּיָאדָה), ou Khirbet al-Baiyada (en arabe : خربة البياضه, en hébreu : ח'רבת אל-ביאדה) est un village arabe israélien du district de Haïfa en Israël. Situé dans la région du Wadi Ara, dans le Triangle, à 4 kilomètres au nord-est d'Umm al-Fahm, il est depuis 1996 sous la juridiction du conseil local de Ma'ale Iron. À la mi-2016, la population de Bayada était de 486 habitants, tous musulmans. La grande majorité des résidents sont des membres du clan Jabbarin (qui vivent également dans les localités voisines de Salim et Musheirifa) et la plupart d'entre eux travaillent dans la construction et les emplois connexes. Bayada a d'abord constitué une partie de Musheirifa avant de devenir un village séparé.